# Markt 11 (Coburg)

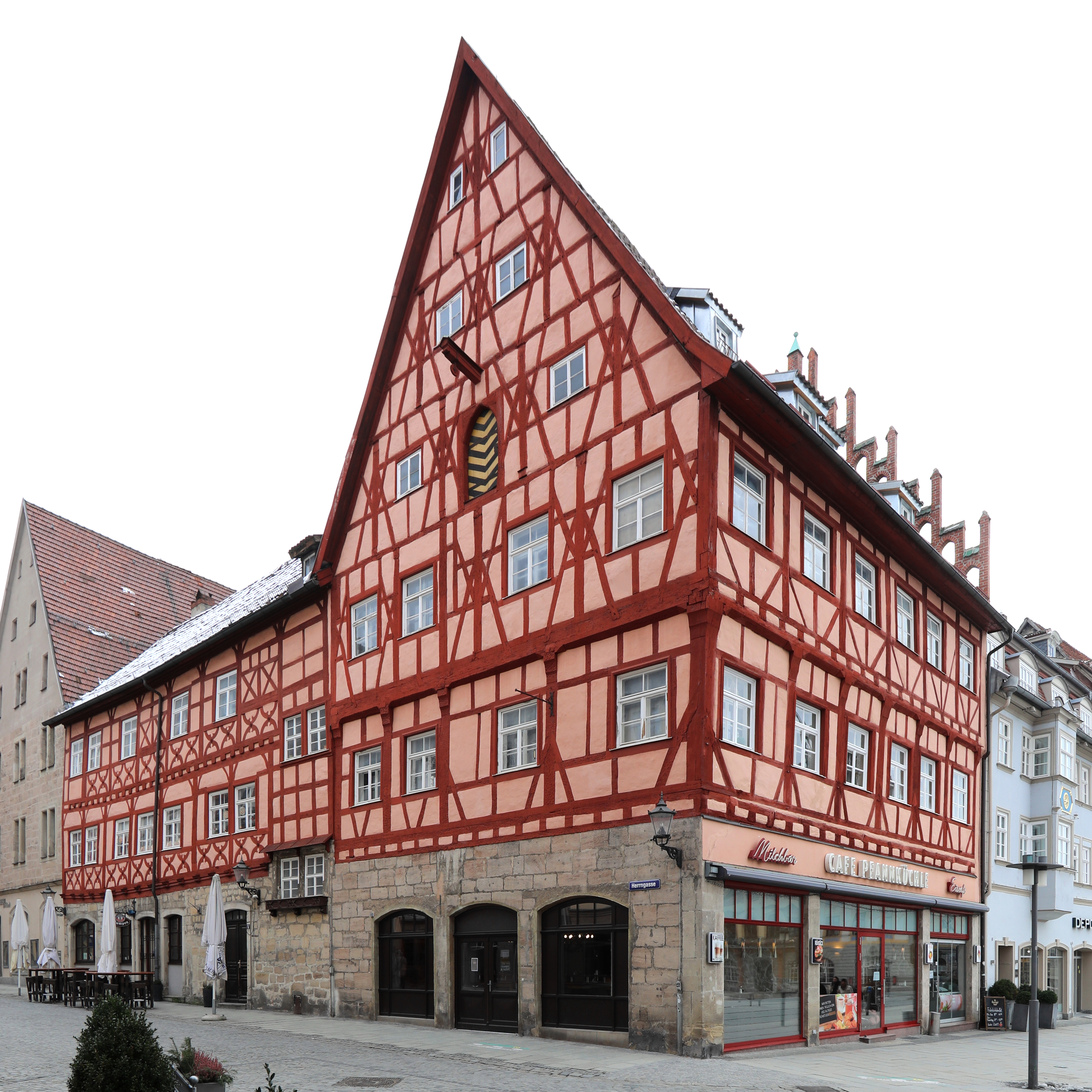
Wohn- und Geschäftshaus Markt 11 in Coburg, links Herrngasse, rechts Markt

Das Wohn- und Geschäftshaus Markt 11 steht in Ecklage am Marktplatz und an der Herrngasse in der oberfränkischen Stadt Coburg. Der denkmalgeschützte, dreigeschossige Satteldachbau mit zwei Fachwerkobergeschossen stammt im ältesten Teil aus dem 15. Jahrhundert.

## Geschichte
Das Anwesen um einen Innenhof besteht aus mehreren Gebäuden, einem spätmittelalterlichen Eckhaus zum Markt, das erstmals 1390 erwähnt wurde, und einem zweiflügeligen Rückgebäude entlang der Herrngasse aus dem 16. Jahrhundert.
Nach dem Häuserforscher Ernst Cyriaci existierte 1687 ein Eckhaus mit steinernem Fuß, drei Geschossen, sechs Stuben, zwei Gewölben, zwei Kellern und einem Stall. Ab 1860 sind von Georg Meyer durchgeführte Veränderungen und Vergrößerungen der Läden im Erdgeschoss des Vorderhauses dokumentiert. Im Jahr 1906 veranlasste der Kaufmann Emil Heß zum Brandschutz den südlichen Giebel nach Plänen von Leopold Oelenheinz mit Backsteinen aufzumauern und 1908 die Freilegung des verputzten Fachwerks. Im Jahr 1912 erwarb der Kaufmann Max Brückner das Anwesen, in dem er und seine Nachfahren bis Anfang der 2000er Jahre einen Laden für Hüte und Regenschirme mit dem Namen Globus betrieben. Brückner ließ dazu das Erdgeschoss umbauen und 1927 im Vorderhaus zur Herrngasse ein drittes Fenster einbauen. Im Jahr 1958 folgte die Umgestaltung der Erdgeschossfassade am Marktplatz mit einer modernen Schaufensteranlage. Das Erdgeschoss des Vorderhauses ist inzwischen komplett modernisiert und zu einer großen Ladenfläche ausgebaut. Ein Café wurde in den 2000er Jahren dort eingerichtet.
Im Jahr 1874 erfolgte im Rückgebäude an der Herrngasse die Einrichtung von zwei Läden. Das Haus beherbergte ab 1910 bis 1980 einen Groß- und Einzelhandel für Bürobedarf, Papier und Schreibwaren. Im Jahr 1988 wurde eine Kneipe eröffnet.

## Architektur
Das Anwesen besteht aus einer Vierflügelanlage um einen Innenhof und ist vermutlich aus der Vereinigung von zwei oder drei mittelalterlichen Hofstätten entstanden. Die Erschließung erfolgt über die Herrngasse. Das Vorderhaus zum Markt und das Hinterhaus an der Herrngasse sind dreigeschossige Traufseithäuser, massiv im Erdgeschoss und darüber mit zwei Fachwerkgeschossen und einem Satteldach.
Das Eckhaus wirkt aufgrund seines steilen Dachstuhls repräsentativ. Zum Marktplatz sind sechs Fensterachsen in den beiden Obergeschossen angeordnet. Das Fachwerk besitzt im ersten Obergeschoss Blattverbindungen und besteht aus starken Ständern, die kopfförmig verstärkt sind, sowie schmaleren Riegeln. Im zweiten Obergeschoss, das vorstehend und auf der Marktseite mit Zapfenverbindungen ausgeführt ist, sind schmalere Ständer und breitere Riegel vorhanden. Dies ist vermutlich erst im 16. oder 17. Jahrhundert gebaut worden.
Die nördliche Giebelseite zur Herrngasse besitzt in der Erdgeschossfassade noch Quadermauerwerk aus dem 15. Jahrhundert. Die beiden Obergeschosse haben vier Fensterachsen und im Dachgeschoss befindet sich ein Kragbalken unter einer Ladeluke zur Nutzung des Dachraumes als Speicher. Das Fachwerk ist im ersten Obergeschoss wie auf der Marktseite ausgeführt. Im zweiten Obergeschoss und im Giebel besitzt es sowohl Blatt- als auch Zapfenverbindungen ist es durch Mannfiguren gekennzeichnet.
Der in Backsteinen vorgeblendete Südgiebel ist mit gestuften, durchbrochenen Bogenfeldern und Fialen geschmückt, wie in Norddeutschland bei repräsentativen Gebäuden üblich.
Das Rückgebäude an der Herrngasse besteht ebenfalls aus einem Quadermauer-Erdgeschoss. Die Fenster- und Türöffnungen sind segmentbogig gestaltet. Die Fachwerkstruktur der beiden Obergeschosse besitzt Andreaskreuze in den Brüstungsfeldern. Am Übergang zum Vorderhaus ist aufgrund eines Umbaus im 18. oder 19. Jahrhundert ein Rasterfachwerk über zwei hoch gelegenen Fenstern angeordnet.